# Bellulla
Bellulla és un veïnat actual del municipi de Canovelles (Vallès Oriental) i un antic santuari amb origen el segle xiii, del mateix indret, el qual donà nom a l'actual poblament. El veïnat de Bellulla ocupa la part sud-oest del municipi, alçant-se sobre la serra del mateix nom i entorn de l'antic santuari, avui dia la finca particular Can Recolons. L'any 2019 tenia 254 habitants.